# Clerodendrum capitatum
Clerodendrum capitatum là một loài thực vật có hoa trong họ Hoa môi. Loài này được (Willd.) Schumach. & Thonn. mô tả khoa học đầu tiên năm 1827.